# Bartolomé de Carranza
Bartolomé Carranza de Miranda (Miranda de Arga, Navarra, ca. 1503-Roma, 2 de mayo de 1576) fue un arzobispo y teólogo español, muy influyente durante la Reforma católica tanto en Trento como en la restauración católica de Inglaterra bajo María I Tudor. Fue acusado de herejía y apresado por el tribunal de la Inquisición.

## Biografía

### Estudios
En 1515 ingresa en el colegio de gramáticos de San Eugenio de Alcalá de Henares, tutelado por su tío el doctor Sancho Carranza de Miranda, magistral de Sevilla, donde estudia latín. En 1518 pasa al colegio de Santa Catalina, donde estudia dos años de artes bajo la dirección del maestro Andrés de Almenara.
En 1520, con tan solo dieciséis años, ingresa en la Orden de Santo Domingo en el convento de Benalaque (Guadalajara), donde completa los estudios de Filosofía y hace cursos de Teología. Al descubrirse sus dotes es enviado al colegio de San Gregorio de Valladolid, cuyos estatutos jura el 19 de agosto de 1525. En aquellos años el maestro más prestigioso del colegio era Diego de Astudillo, rector del mismo.

### Trayectoria
Terminados los estudios comienza su docencia en artes en el mismo centro, donde coincide con Fray Melchor Cano, quien habría de ser su continuo émulo y rival en la ciencia y en las dignidades dentro y fuera de la orden dominicana. La rivalidad entre estos dos teólogos se inicia en un acto académico del curso 1532-1533, en la que ambos ya dejaron marcadas de forma irreductible sus posiciones. 
En 1533 es nombrado maestro de estudiantes y catedrático de Vísperas de Teología. Comparte sus funciones docentes con las consultas del Santo Oficio de la Inquisición, de la que era censor o calificador.
En octubre de 1536, tras la muerte de Diego de Astudillo, se le adjudica la cátedra de Prima de Teología, mientras que Melchor Cano entra a ocupar la de Vísperas. Solicita la magistratura en Teología Sagrada por el capítulo provincial de Benavente de 1537, que le fue concedida en Roma en el capítulo general de 1539, acto al que asistieron varios cardenales y el embajador de Carlos V.
En septiembre de 1539, ya de vuelta a España, el capítulo provincial de la Orden celebrado en Valladolid le otorga el cargo de examinador de los predicadores y confesores de la provincia dominicana de España, al mismo tiempo que Melchor Cano.
En esta época se distingue por sus sermones y explicaciones de la Summa Theologiae de Santo Tomás y de la Sagrada Escritura en el colegio de San Gregorio, a las que asistían los que serían grandes maestros del futuro: Juan de la Peña, Juan de Villagarcía y Pedro de Sotomayor.

### El Concilio de Trento y la Junta de Valladolid
Carlos V le escribe desde Bruselas el 17 de enero de 1545, con la orden de viajar a Trento para asistir al concilio ecuménico que se preveía inminente, hacia donde sale a principios de mayo.
Participa de forma muy activa en el Concilio de Trento. Sus intervenciones fueron muy alabadas tanto por los Padres conciliares como por los cronistas de la asamblea: sobre el canon de la Sagrada Escritura, el 20 de febrero de 1546; el sermón del primer domingo de Cuaresma ante los Padres del concilio, el 14 de marzo de 1546; los discursos sobre la justificación, el 14 de julio, el 27 de septiembre y el 18 de octubre de 1546; la intervención sobre los sacramentos en general, el 21 de enero de 1547; el voto sobre el sacramento de la Eucaristía, el 3 de febrero de 1547.
Una vez disuelto el Concilio, es elegido prior de Palencia en 1548 y actúa como definidor en el capítulo provincial de Ávila de ese mismo año. En el capítulo de Segovia del 2 de febrero de 1550 es elegido prior provincial de la provincia dominicana de España. Entre los años de 1548-1550 es propuesto para confesor del príncipe (el futuro rey Felipe II) y para obispo de las diócesis de Cuzco y de Canarias, dignidades que no acepta.
Entre 1550 y 1551 está presente en la Junta de Valladolid, que intentaba resolver la polémica de los naturales o de los justos títulos entre Juan Ginés de Sepúlveda y Bartolomé de las Casas.
En diciembre de 1551 se reincorpora a las sesiones del Concilio por orden del emperador. El 29 de diciembre de dicho año interviene en el aula sobre el tema de la misa y sobre el sacramento del Orden.

### Por Europa
En 1553 es regente supernumerario del colegio de San Gregorio de Valladolid. Por orden del rey Felipe II, el 12 de julio de 1554 embarca en La Coruña para Inglaterra. Es nombrado vicario por el Maestro de la Orden de Predicadores, con el objetivo de restaurar a los dominicos en Inglaterra, aun cuando la verdadera intención de su misión fuera restaurar el catolicismo en Inglaterra. Fue confesor de la segunda esposa de Felipe II, María Tudor. 
Desde su llegada a Inglaterra trabaja como legado pontificio o nuncio de su Santidad junto al cardenal Pole, siendo el brazo derecho de éste en la difícil tarea de la contrarreforma, que cristalizó en el sínodo de Londres de 1555. Los resultados prácticos de estos esfuerzos fueron realmente pocos, debido a la pronta muerte de la reina y del cardenal Pole en 1558.
En esa época redacta sus famosos Comentarios sobre el catecismo romano, que será la causa de su declive posterior, imprimiéndolo en Amberes en 1558. 
Como premio a su trabajo Felipe II lo propone para suceder a Juan Martínez Silíceo como arzobispo de Toledo, sede primada del Imperio español. A pesar de su resistencia, fue ordenado de obispo el 27 de febrero de 1558 en el convento de Santo Domingo de Bruselas.
Por encargo del monarca ejerce la función de consejero del Imperio en Flandes, cuando ya el emperador Carlos V se había retirado enfermo a Yuste. Se distingue en esa época por sus profundos comentarios a la Biblia y a la Suma Teológica de Santo Tomás.

### De vuelta a España

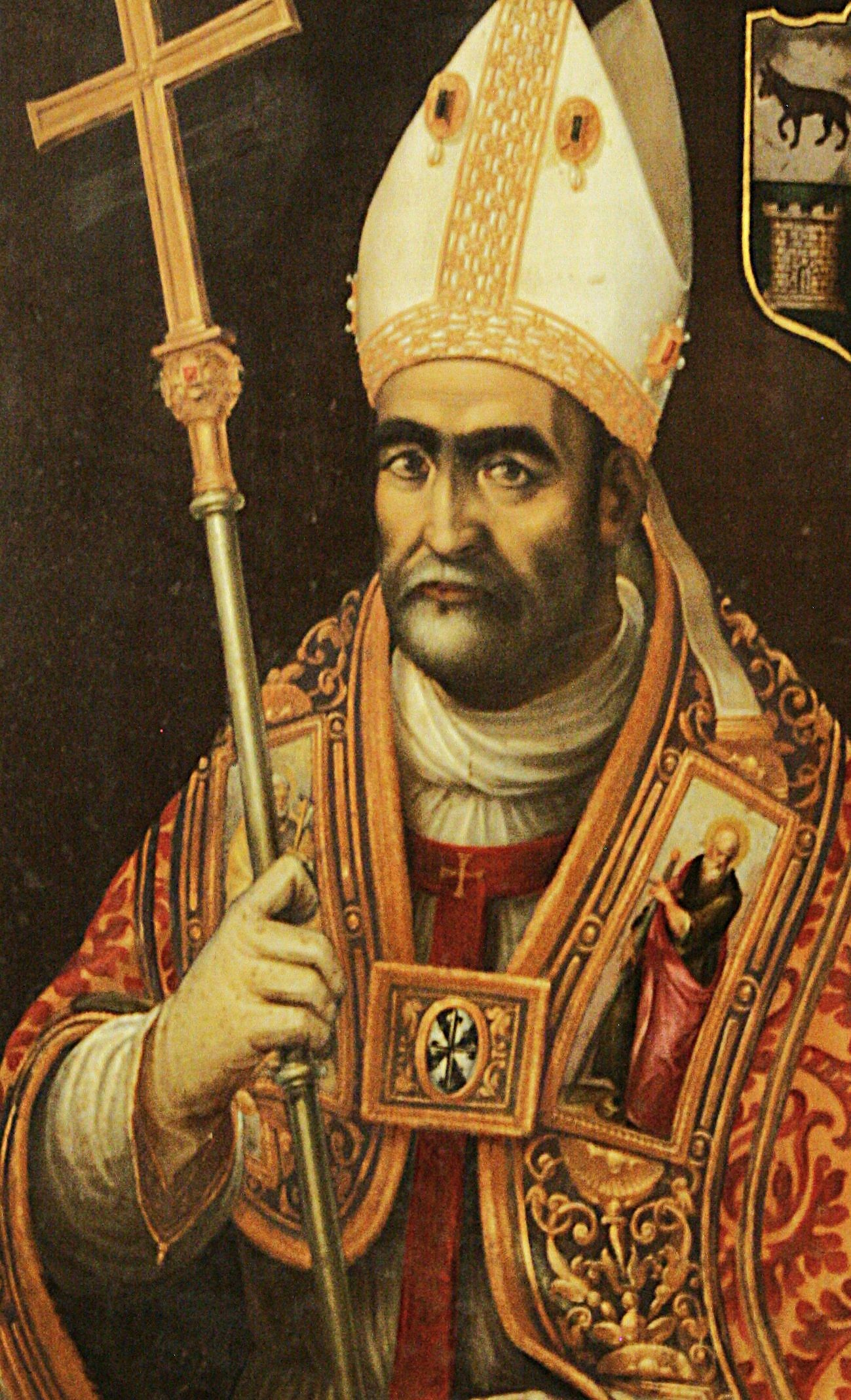
Retrato del arzobispo Bartolomé de Carranza por Luis de Carvajal, 1578. Catedral de Toledo, Sala Capitular.

El 1 de agosto de 1558 desembarca en Laredo de vuelta a España. Traía el encargo de Felipe II de asistir al Consejo de Estado en Valladolid y de tratar con su padre Carlos I en Yuste los temas secretos que le había confiado. Llega a Yuste con el tiempo justo de asistir a la muerte de Carlos I.
El 13 de octubre de 1558 hace su entrada en Toledo como obispo, donde sorprende por su modo de ejercer la caridad. Hay testimonios sobre el año escaso en que pudo actuar como obispo: “Después que tomó la posesión del Arzobispado, es cosa averiguada que gastó los 80.000 ducados en redimir cautivos, en casar huérfanas, sustentar viudas honradas, dar estudio en las Universidades a estudiantes pobres, en sacar presos de las cárceles y dar a los hospitales”.

### La Inquisición
En esos momentos la Inquisición española se ocupaba en las audiencias de los reos del foco luteranizante castellano descubierto en el mes de abril de ese mismo año, donde el nombre de Carranza se decía que era invocado frecuentemente. El inquisidor general, Fernando de Valdés, comienza enseguida a preparar el proceso que habría de sufrir Carranza posteriormente.
El 1 de agosto de 1559, el pleno inquisitorial decide su arresto. Es engañado y obligado a abandonar la corte, siendo apresado la noche del 23 de agosto en Torrelaguna, lo que movió a sospechar al arzobispo, fue el haber pasado por Talamanca, viniendo poco antes de Valladolid Felipe de Meneses, que le dijo cómo allá no se hablaba de otra cosa sino de que le querían llevar preso por la Inquisición. Fue conducido a la cárcel de la Inquisición en Valladolid, donde da comienzo su proceso, largamente demorado a causa de la conveniencia del rey Felipe II, quien, mientras quedase descubierta la vacante del Arzobispado de Toledo, cobraba las pingües ganancias del mismo.

### El proceso
Fue su proceso largo, complejo y notorio, tanto por la calidad del acusado como por las circunstancias en que se desarrolló. Se le juzga primero en España (1559-1567). Carranza recusa al Inquisidor General; así, el acusado pasa a ser acusador del juez que le debía juzgar. Los árbitros del conflicto dieron por buena la recusación y nombraron como nuevo juez a Gaspar de Zúñiga. Su abogado, Martín de Azpilicueta y los testimonios de prestigiosas personas como, entre otros, su compañero de orden fray Bartolomé de las Casas impiden que sus enemigos y los fiscales logren que el juez dicte sentencia de culpabilidad. 
Posteriormente, el proceso es llevado a Roma por exigencia del papa Pío V. Carranza sale de España el 27 de abril de 1567, yendo a parar a la cárcel del Castillo de Sant’Angelo. El mismo Papa asiste a docenas de sesiones del proceso y decide dictar sentencia a favor de Carranza. Pero como la diplomacia exigía que antes se comunicara la decisión al rey de España, envió un embajador con ese encargo, quien se retrasó en la vuelta a Roma y no le dio tiempo llegar antes de la muerte de Pío V en mayo de 1572.
El sucesor de Pío V, Gregorio XIII, decide concluir la causa, pero los enemigos de Carranza vuelven a retrasar la sentencia. 
Al final, Gregorio XIII le sentencia el 14 de abril de 1576, declarándole gravemente sospechoso de herejía -en una sentencia que quiso satisfacer a todos y no contentó a nadie-, exigiéndole una abjuración “ad cautelam” de dieciséis de sus proposiciones, a pesar de que la obra fuera declarada ortodoxa por el Concilio de Trento en 1563. 
La última parte de su defensa fue llevada a cabo también por Martín de Azpilicueta, quien fue enviado a Roma por Felipe II precisamente para hacerse cargo de la misma. Gracias a su brillante defensa, Carranza fue absuelto finalmente, poco antes de morir. Como desahogo, escribió los siguientes versos para sí mismo, que Luis Gil Fernández cita en su Panorama social del Humanismo español (1997, 2.ª ed., p. 452):

Son hoy muy odiosas
qualesquier verdades
y muy peligrosas
las habilidades
y las necedades
se suelen pagar caro.
El necio callando
parece discreto
y el sabio hablando
se verá en aprieto.
Y será el efeto
de su razonar
acaescerle cosa
que aprende a callar.
Conviene hacerse
el hombre ya mudo,
y aun entontecerse
el que es más agudo
de tanta calumnia
como hay en hablar:
sólo una pajita
todo un monte prende
y toda palabrita
que el necio no entiende
gran fuego prende;
y, para se apagar,
no hay otro remedio
si no es con callar.

Muere el 2 de mayo de 1576 en el Convento de Santa María sopra Minerva de Roma, donde es enterrado. Gregorio XIII, como reparación por su confusa sentencia, redactó el epitafio que se puso sobre su tumba: “Bartolomé Carranza, navarro, dominico, Arzobispo de Toledo, Primado de las Españas, varón ilustre por su linaje, por su vida, por su doctrina, por su predicación y por sus limosnas; de ánimo modesto en los acontecimientos prósperos y ecuánime en los adversos”. El monje jerónimo de El Escorial fray Antonio de Villacastín resumió así su proceso en sus Memorias:

El arzobispo de Toledo estuvo preso por la Santa Inquisición 17 años. En el año 1576 a 13 días de abril, le sentenciaron que jurase de vehementi 16 proposiciones de Lutero y otros herejes modernos, por las cuales se tuvo por hereje o muy sospechoso, y le privaron por cinco añares del arzobispado, y más lo que al Papa le pareciese, y estuviese recluso en un monesterio de su Orden y no dixese más de una misa cada semana y esa votiva, de lo cual le dieron orden, y todos los viernes questuviese en Roma anduviese las siete iglesias, y desde a 11 días murió. Llamábase fray Bartolomé de Carranza, fraile dominico. Estuvo en Roma preso mucho tiempo y allí la sentenciaron el papa Gregorio XIII y el Colegio de los Cardenales del Santo Oficio.

En 1993 sus restos fueron exhumados y trasladados a la catedral de Toledo.

## Publicaciones
Obras de Bartolomé de Carranza reeditadas recientemente:
- Tratado sobre la virtud de la justicia (1540). Eunsa. Ediciones Universidad de Navarra, S.A., 2003.
- Summa conciliorum et pontificum a Petro usque ad Paulum tertium. Universidad de Valencia. Servicio de Publicaciones = Universitat de València. Servei de Publicacions, 2000.
- Comentarios sobre el catecismo cristiano. Biblioteca de Autores Cristianos, 1999.
- La forma de rezar el rosario de Nuestra Señora: con una breve declaración de las oraciones del Pater Noster y del Ave María. Fundación Universitaria Española, 1999.
- Controversia sobre la necesaria residencia personal de los obispos. Fundación Universitaria Española, 1994.
- Speculum pastorum. Seminario Teológico de San Ildefonso, 1992.
- Comentarios al Catechismo. Ediciones Atlas, 1976.
- Comentarios sobre el Catechismo Christiano I. Biblioteca de Autores Cristianos, 1972.
- Comentarios sobre el Catechismo Christiano II. Biblioteca de Autores Cristianos, 1972.

## En la ficción
En 1964 el dramaturgo español Joaquín Calvo Sotelo escribió una obra de teatro basada en la peripecia de Bartolomé de Carranza, titulada El proceso del arzobispo Carranza.
Es un personaje importante de la novela de Miguel Delibes El hereje.

| Predecesor: Juan Martínez Silíceo | Arzobispo de Toledo Primado de España 1558 – 1576 | Sucesor: Gaspar de Quiroga y Vela |